# جيمونا ديل فريولي
جيمونا ديل فريولي، (بالإنجليزية: Gemona del Friuli)‏، (الألمانية:كليمون)، هي (بلدية) في مقاطعة أوديني، في المنطقة الإيطالية فريولي فينيتسيا جوليا، وتقع على بعد حوالي 90 كم (56 ميل) شمال غرب ترييستي، وحوالي 25 كم (16 ميل) شمال غرب أوديني.

## السكان
في سنة 1871 بلغ عدد السكان 7٬895 نسمة، وتطور العدد ليصل في سنة 2011 لـ 11٬141 نسمة.
يظهر هذا المخطط البياني تطور النمو السكاني لـ جيمونا ديل فريولي

## توأمة
لجيمونا ديل فريولي اتفاقيات توأمة مع كل من:
- Laakirchen [الإنجليزية]‏
- Velden am Wörther See [الإنجليزية]‏
- فولينيو

## أعلام
- سيموني بادوين
- ماركو بلترام
- ايلاريا ماورو
- كارلا غرافينا